# Oberwölz Stadt
Oberwölz Stadt war mit 1001 Einwohnern (Stand: 31. Oktober 2013) die kleinste Stadt der Steiermark. Sie liegt im Gerichtsbezirk bzw. Bezirk Murau. Ab 1. Jänner 2015 ist die Stadtgemeinde im Rahmen der steiermärkischen Gemeindestrukturreform mit den Gemeinden Oberwölz Umgebung, Schönberg-Lachtal und Winklern bei Oberwölz zusammengeschlossen, die neue Gemeinde führt den Namen „Oberwölz“ weiter.

## Geographie
Oberwölz liegt im Bezirk Murau am Fuße der Wölzer Tauern nahe der Zufahrt zum Sölkpass.

### Gemeindegliederung
Das Gemeindegebiet umfasste folgende zwei Ortschaften (Einwohnerzahl Stand 1. Jänner 2025):
- Oberwölz (Stadt) (412)
- Vorstadt (627)

Die Gemeinde bestand aus der Katastralgemeinde Oberwölz.

## Geschichte

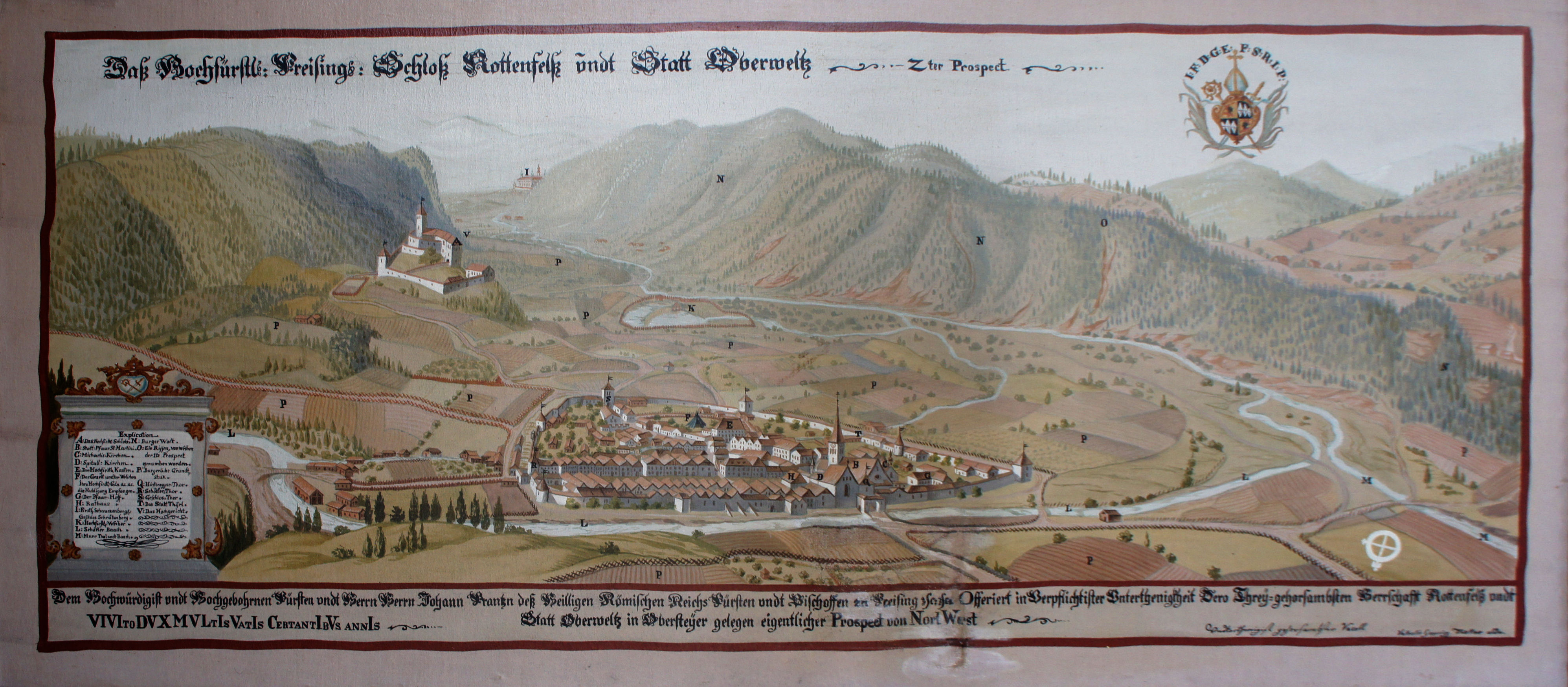
Schloss Rothenfels und Stadt Oberwölz auf einem Gemälde im Fürstengang in Freising

Herzog Albrecht I. erlaubte 1298 den Markt mit einer Ringmauer zu befestigen, in der Folge wurde Oberwölz im Jahr 1305 zur Stadt erhoben. Ihre frühere Bedeutung verdankte die Stadt ihrer Rolle als Eisenumschlagplatz sowie dem Bergbau und guter Bergpässe. Gut erhalten aus dieser Zeit ist die Stadtmauer mit ihren Wehrtürmen, im Übrigen wirkt das Städtchen heute dörflich.
Die politische Gemeinde Oberwölz wurde 1849/50 errichtet. Von dieser ursprünglichen Gemeinde Oberwölz wurde 1899 die Katastralgemeinde Oberwölz ausgeschieden und als selbständige Gemeinde Stadt Oberwölz konstituiert. Der Rest der ursprünglichen Gemeinde erhielt die Bezeichnung Umgebung Oberwölz. Von dieser wurde 1927 noch die Gemeinde Schönberg (jetzt Schönberg-Lachtal) abgetrennt.
Oberhalb der Stadt liegt die in Privatbesitz befindliche Burg Rothenfels. Von 1007 bis 1803 gehörte das Wölzer Tal dem Hochstift Freising.

## Politik
Bei der letzten Gemeinderatswahl im Jahre 2010 entfielen 12 Gemeinderatsmandate auf die ÖVP und 3 auf die SPÖ. Letzter Bürgermeister war Günther Bischof (ÖVP).

## Kultur und Sehenswürdigkeiten
Siehe: Kultur und Sehenswürdigkeiten in Oberwölz

## Persönlichkeiten
- Karl Fürnschuß (1855–1930), Lehrer und Komponist, Ehrenchormeister des Gesangverein Oberwölz
- Johann Tippl (1881–1926), Kaplan, Verfasser der ersten Stadtchronik
- Peter Ressmann (1965–2010), Bergführer und Extremskifahrer
- Sepp Brunner, Skitrainer
- Werner Miedl (* 1955), Politiker der ÖVP
- Julius Wess (1934–2007), österreichischer theoretischer Physiker, Universitätsprofessor
- Wilfried Zelinka, Opernsänger, Ensemblemitglied der Grazer Oper
- Rene-Herbert Heit (* 1987), Musicaldarsteller, Schauspieler, Sänger
- Nicole Schmidhofer (* 1989), Schirennläuferin, Weltmeisterin im Super-G, Siegerin im Abfahrtsgesamtweltcup

## Bilder

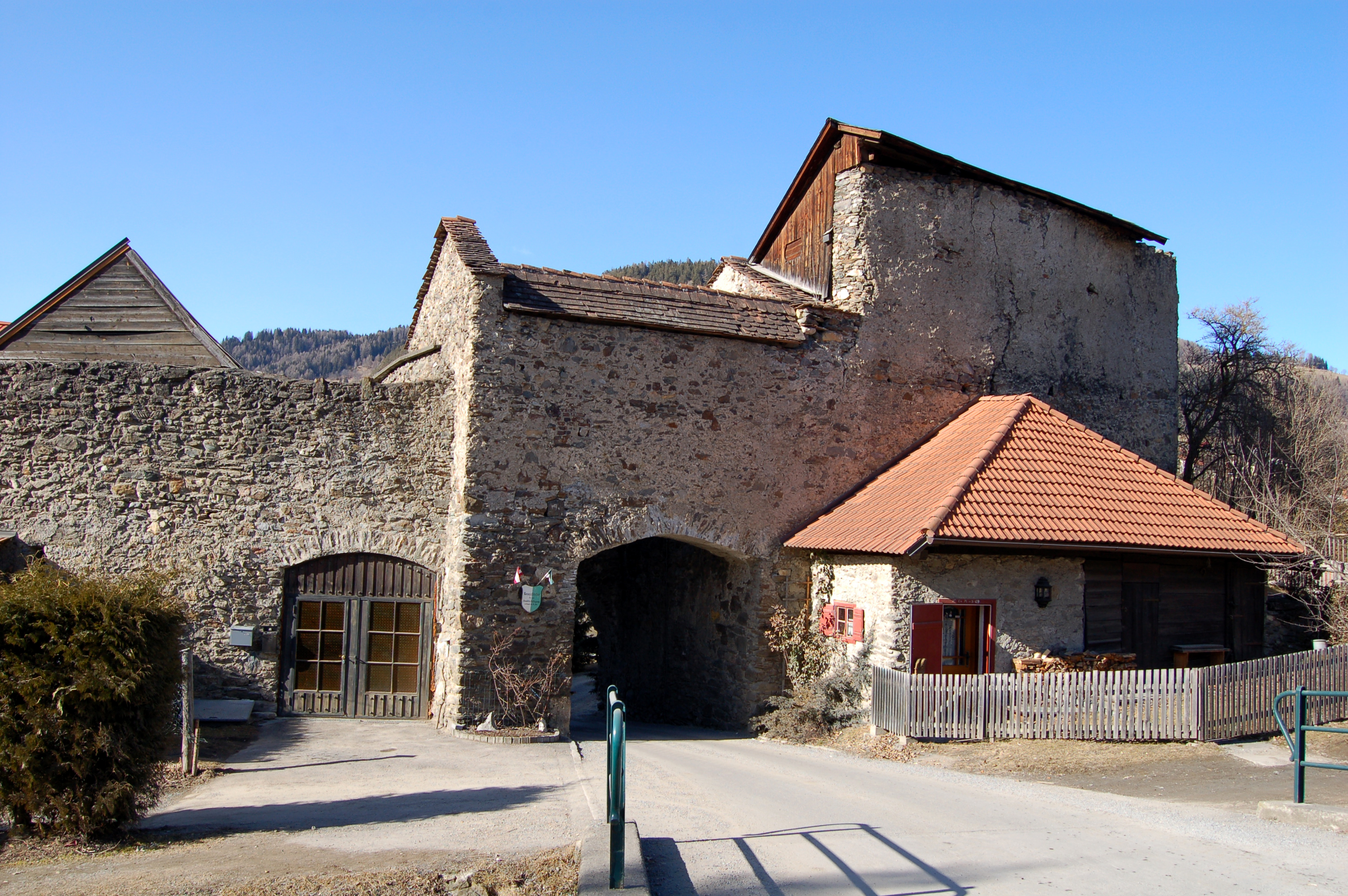
Das Neugassentor
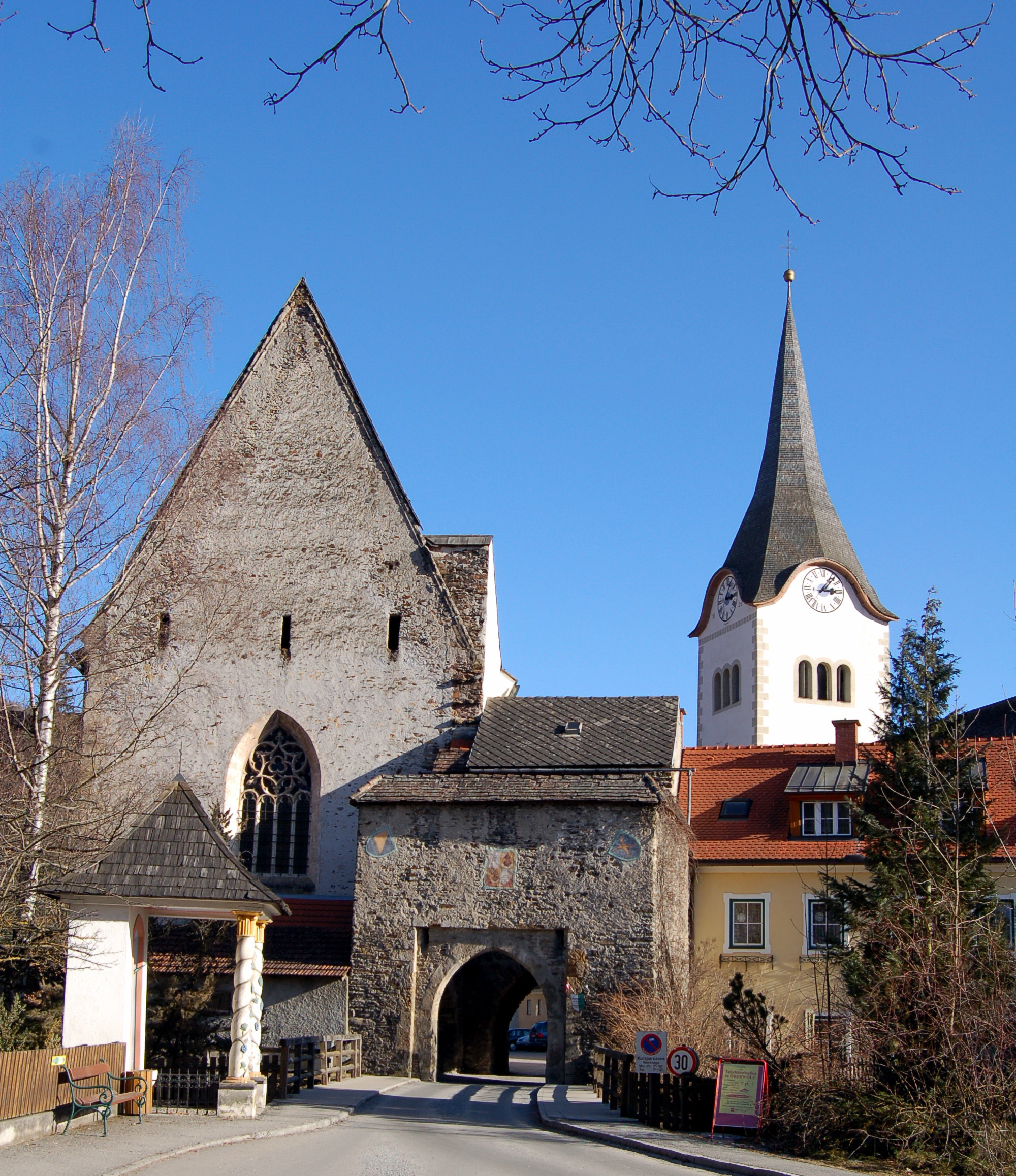
Das Hintereggertor aus dem 14. Jahrhundert mit der Stadtmauer
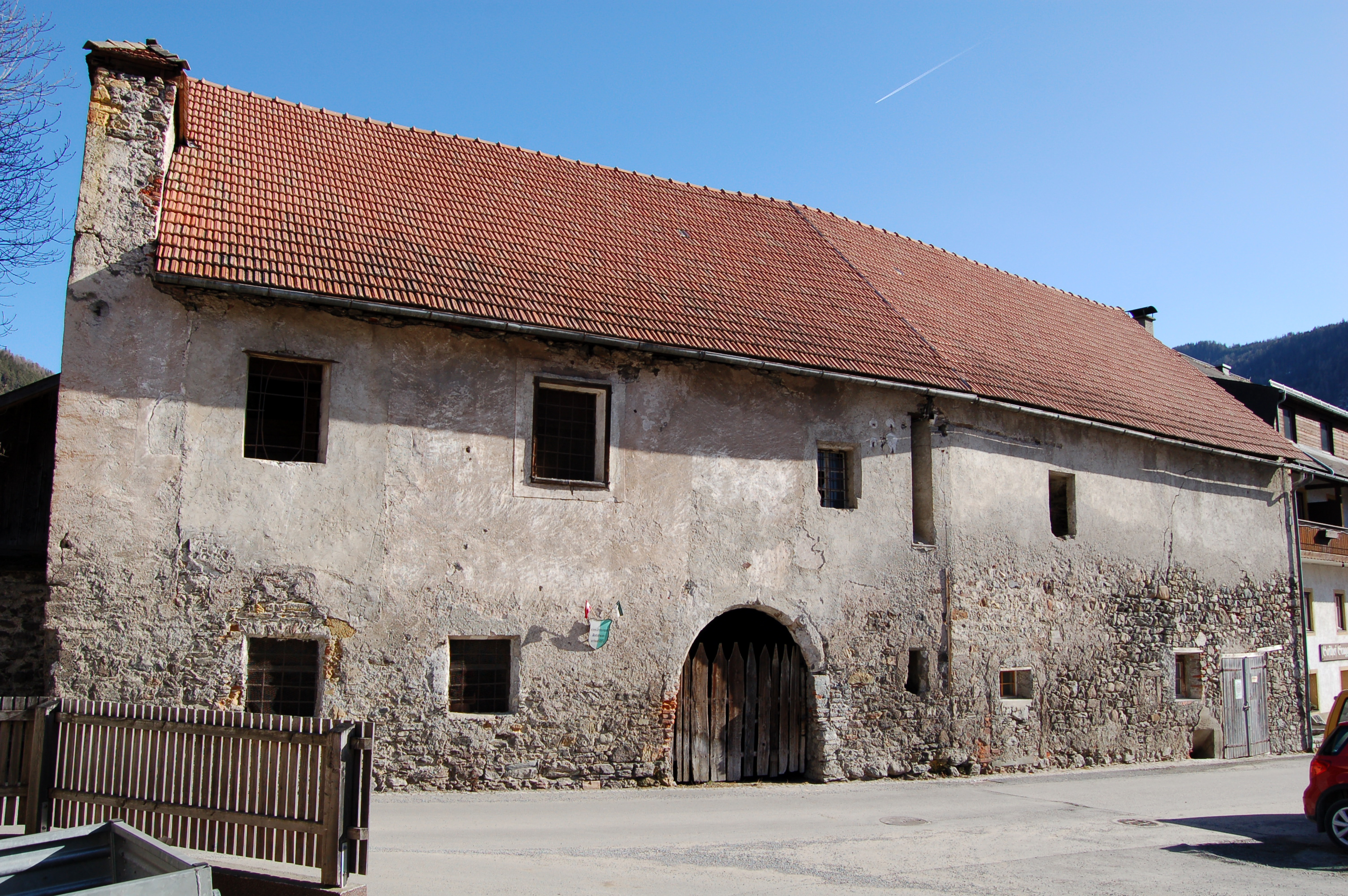
Das Freisinger Amtshaus
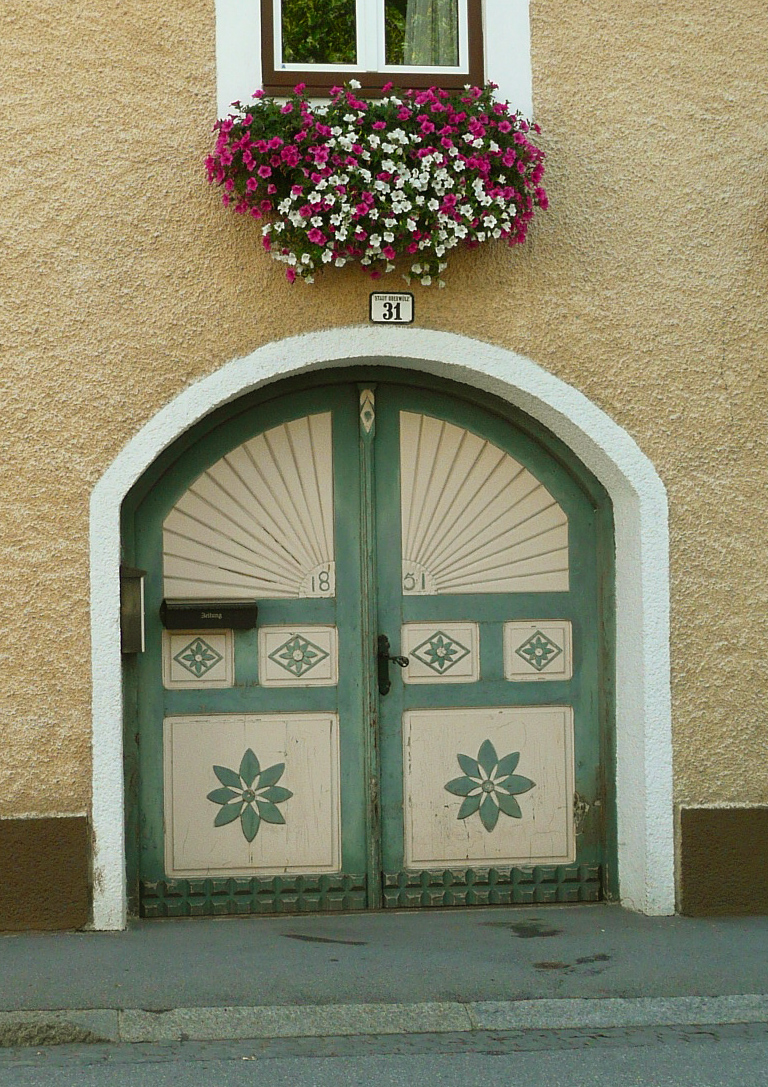
Hof, Tor
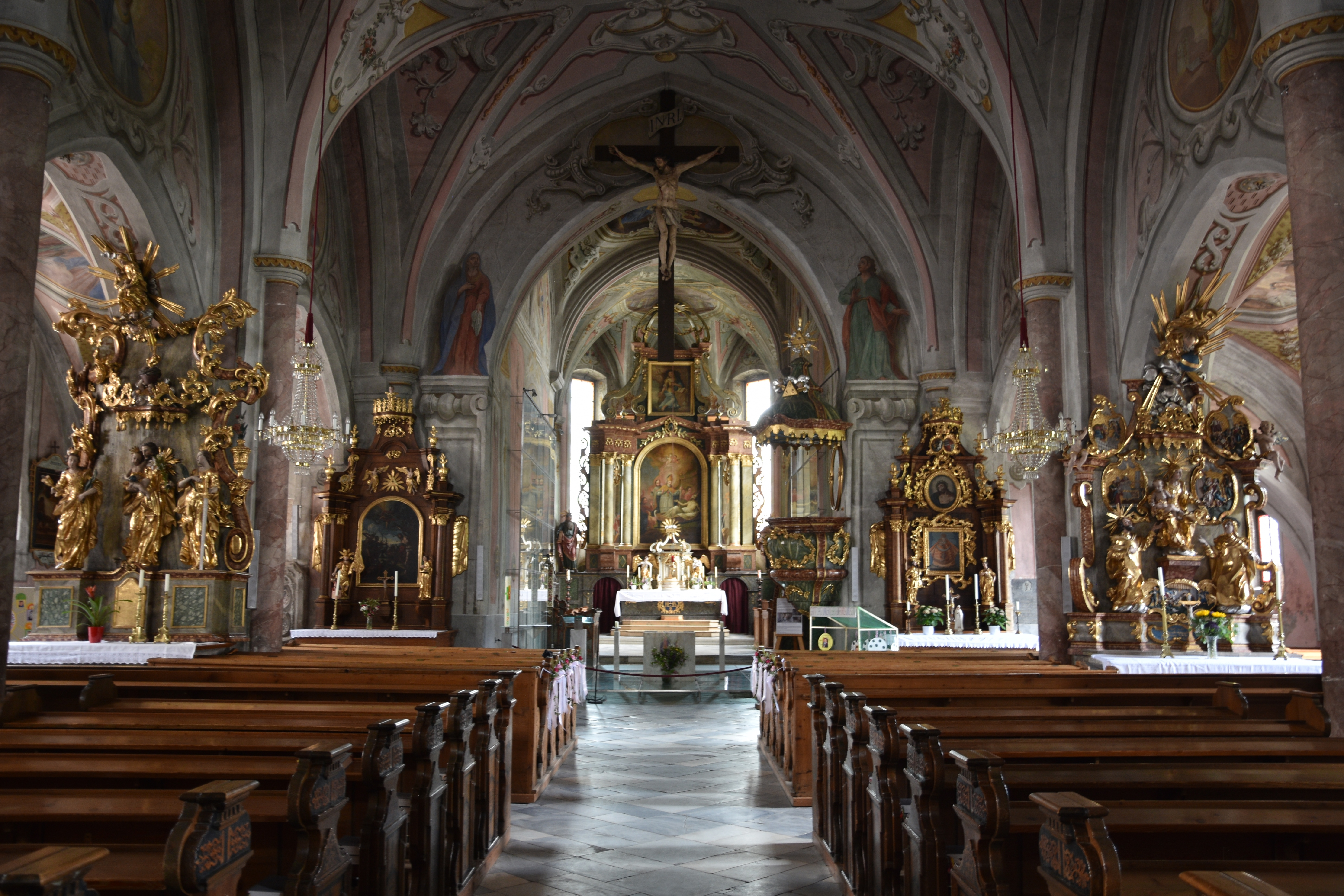
Innenansicht der Stadtkirche St. Martin
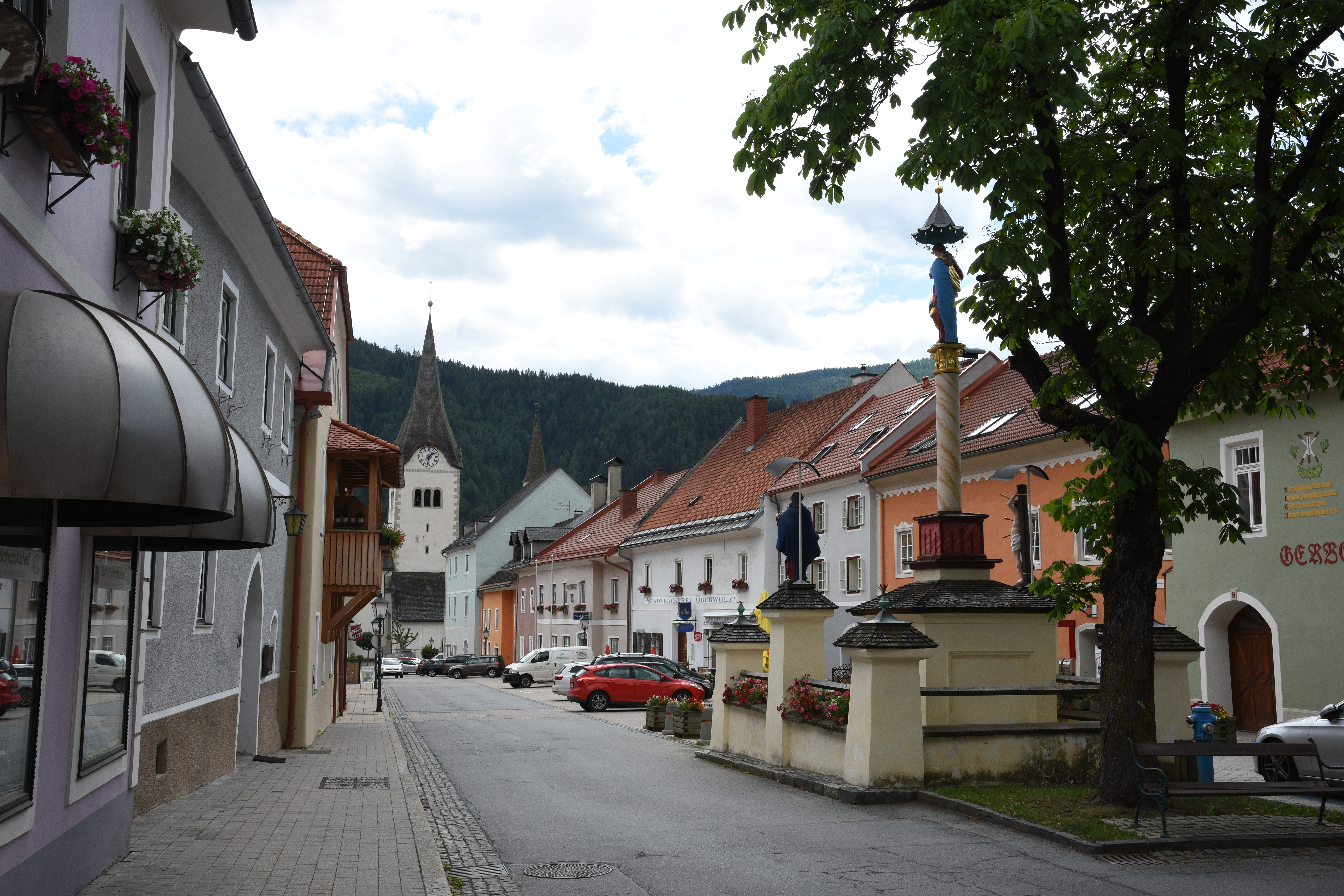
Mariensäule
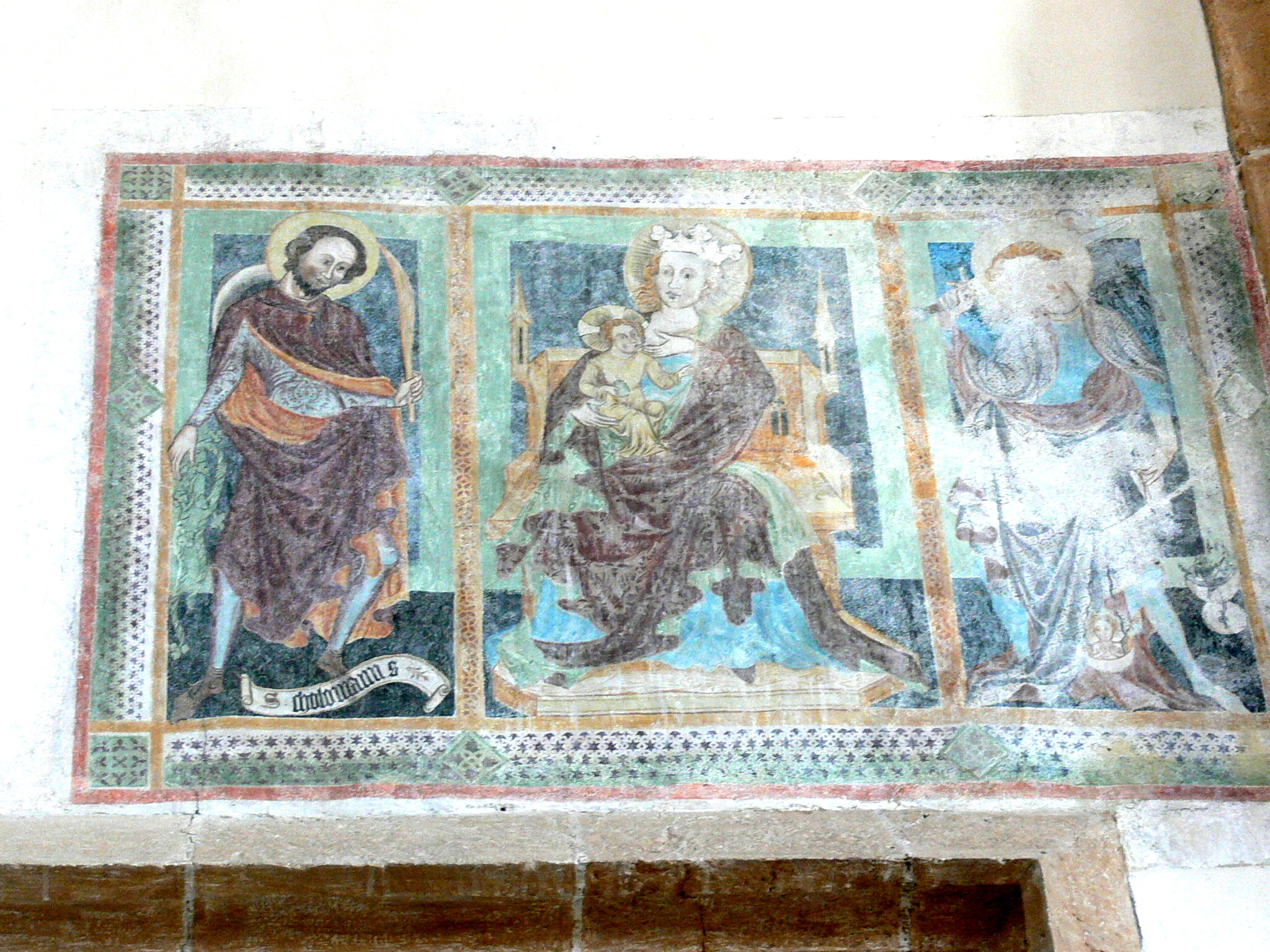
Spitalkirche St. Sigismund: Fresco Jungfrau Maria mit Kind, Hl. Koloman und Erzengel Michael mit Seelenwaage (1420/30)
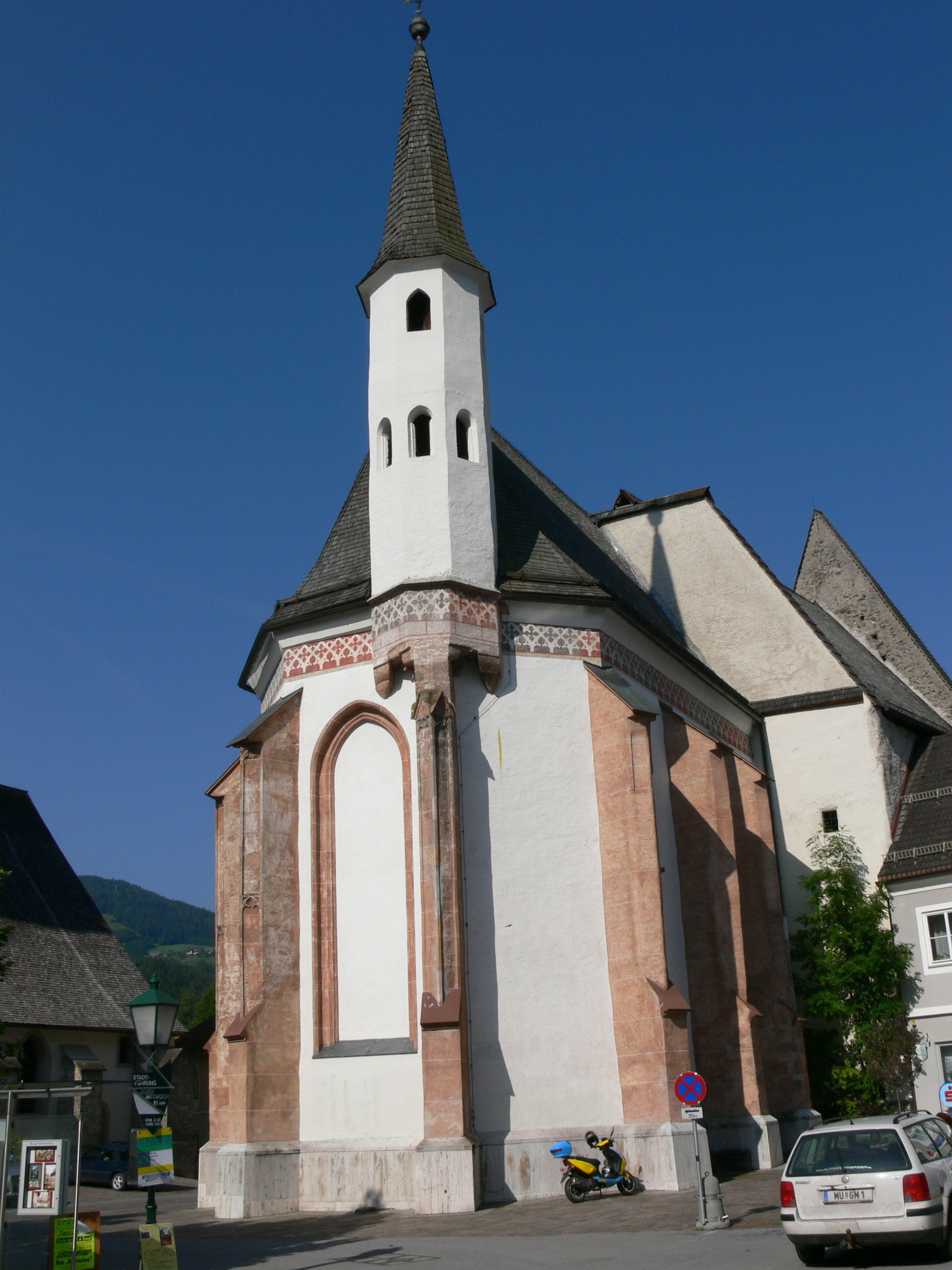
Außenansicht der Spitalkirche St. Sigismund
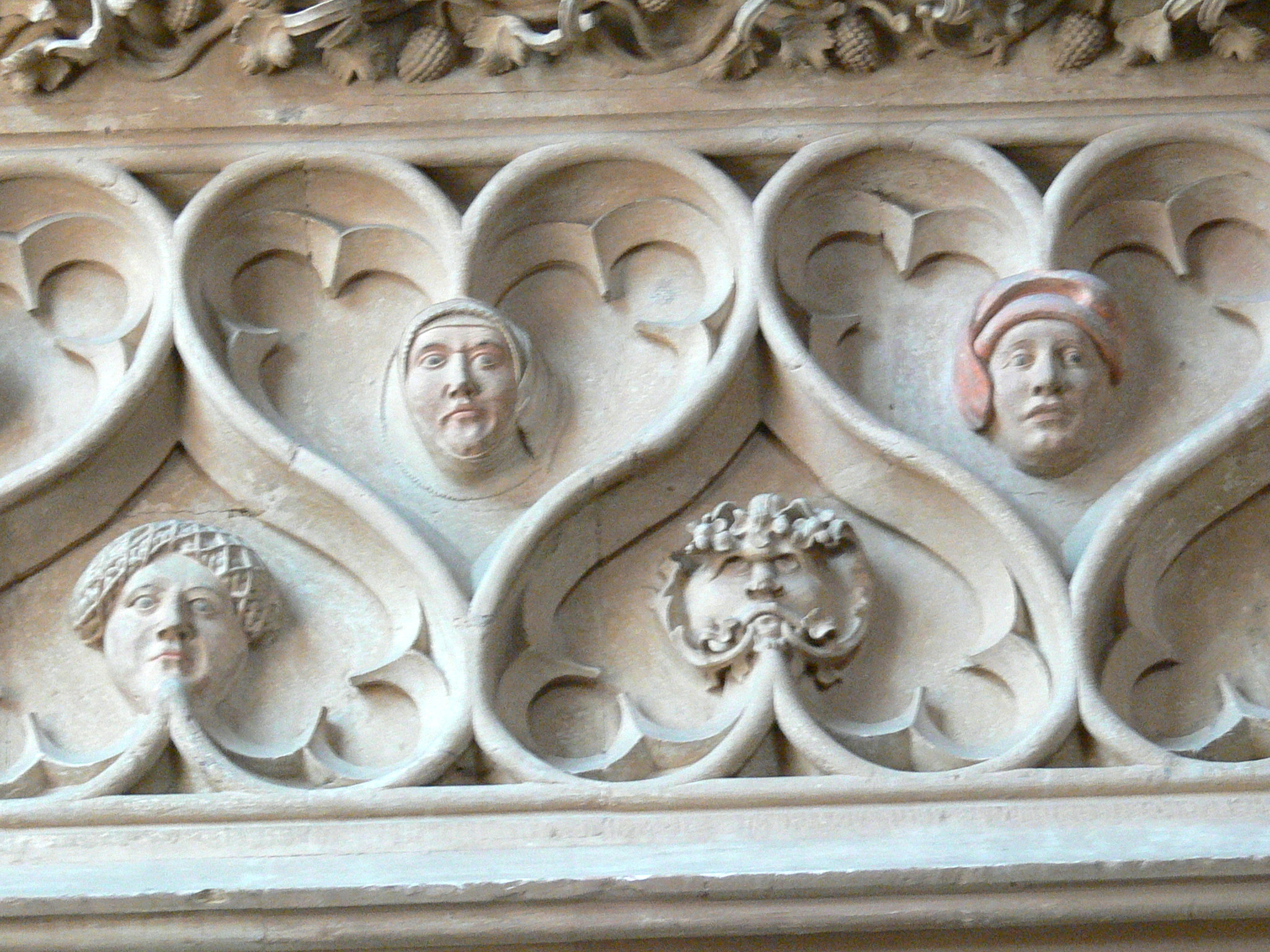
Oberwölz – Spitalkirche Blattmaske an Orgelempore ca. 1440